# Paweł Kucharski
Paweł Kucharski (ur. 16 maja 1968 w Warszawie) – polski piosenkarz, kompozytor, autor tekstów, aranżer i producent muzyczny. Lider i wokalista zespołu disco polo Top One.

## Życiorys
Paweł Kucharski ukończył podstawową szkołę muzyczną, gdzie uczył się gry na gitarze i pianinie, a następnie technikum mechaniczne. W 1986 roku wraz ze swoim kolegą Maciejem Jamrozem oraz Sylwestrem Raciborskim, Mariuszem Lubowieckim założył zespół disco polowy Top One, w którym był najpierw gitarzystą, a w 1989 roku po odejściu z zespołu Sylwestra Raciborskiego został jego wokalistą oraz liderem.
Zespół Top One z Pawłem Kucharskim na czele, szczyt popularności osiągnął w latach 90. nagrywając przeboje takie jak m.in.: „Ciao Italia”, „Miła moja”, „Santa Maria”, „Biały miś”, których również Kucharski skomponował muzykę, a w 1992 roku z sukcesami wystąpił na Gali Piosenki Popularnej i Chodnikowej w Sali Kongresowej w Warszawie oraz na Krajowym Festiwalu Piosenki Polskiej w Opolu, na którym otrzymał Złotą Płytę. W 1995 roku Paweł Kucharski wraz z zespołem zaśpiewał piosenkę na potrzeby kampanii prezydenckiej Aleksandra Kwaśniewskiego pt. „Ole Olek!”, która odniosła duży sukces, utrzymując się przez długi czas na wysokich pozycjach na liście przebojów programu Disco Relax.
Następnie nagrali kolejne płyty: Ye, O! (1998), The Best of Top One 1989–1999 (1999), Disco Mix 2000 (2000), Białe Misie i...!!! (2000), Kolędy (2000), Lśnienie gwiazd (2001), The Best Original Vol. 1 (2002). Paweł Kucharski współpracował z innym zespołem disco polowym – Zibo, który nagrał kasetę pt. Rozpalasz mnie, której Kucharski jako Paolo Bonetti był producentem oraz wykonał aranżację do większości utworów.
W 2006 roku wraz z zespołem nagrał płytę pt. Hello!, w której ukazały się takie utwory jak m.in.: „Hello!”, „Novella Blue”, które zespół podczas gościnnego występu w serialu telewizji TVN – Na Wspólnej, w którym w odcinkach 879 i 880 odegrali rolę zespołu występującego na weselu Żanety i Grzegorza Ziębów. Potem wydali albumy kompilacyjne: Top One – Wielka Kolekcja Disco Polo Vol. 4 (2009), Top-One - Promo CD (2011), Diamentowa kolekcja disco polo: Top One (2014), Top-One - Promo CD (2016), które zawierają przede wszystkim nowe wersje popularnych utworów zespołu.

## Życie prywatne
Paweł Kucharski ma żonę Dorotę oraz dwójkę dzieci: syna Rafała (ur. 1991), informatyka i córkę Monikę (ur. 1992). Mieszka w podwarszawskim Pruszkowie.